# ارنست مونیز
ارنست جفری مونیز (انگلیسی: Ernest Jeffrey Moniz؛ زادهٔ ۲۲ دسامبر ۱۹۴۴) یک سیاست‌مدار اهل ایالات متحده آمریکا است که از ۲۱ مه ۲۰۱۳ تا ۲۰ ژانویه ۲۰۱۷ به عنوان وزیر انرژی ایالات متحده آمریکا فعالیت می‌کرد.
پدربزرگ ارنست یک مهاجر پرتغالی بود. وی در سال ۱۹۶۲ از دبیرستان دورفی فارغ‌التحصیل شد. مونیز در سال ۱۹۶۶ از کالج بوستون با نمره ممتاز (Summa Cum Laude) لیسانس فیزیک گرفت و دکترای خود را در سال ۱۹۷۲ در رشتهٔ فیزیک نظری از دانشگاه استنفورد اخذ کرد

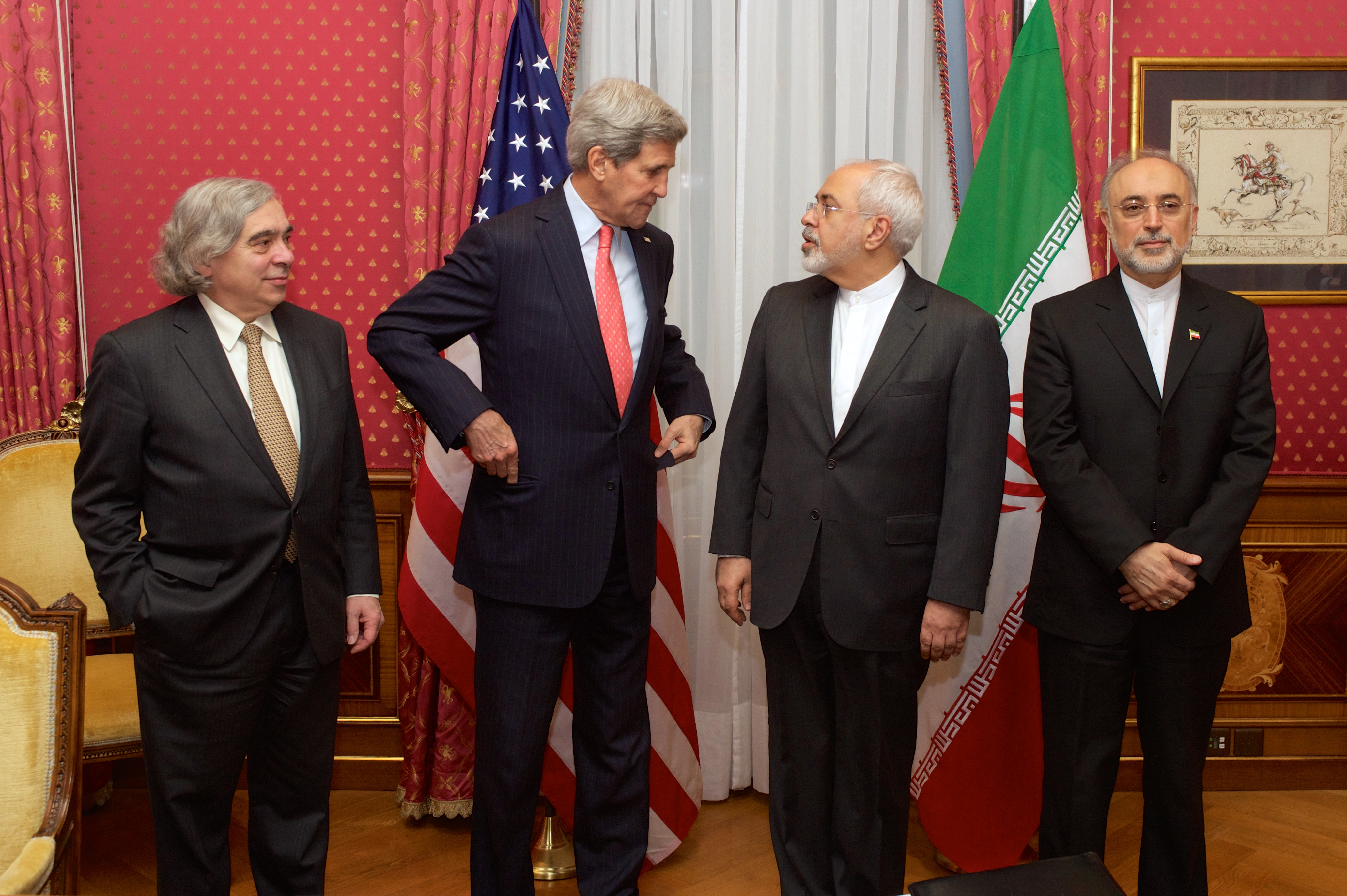
ارنست مونیز وزیر انرژی ایالات متحده آمریکا، جان کری وزیر امور خارجه ایالات متحده آمریکا، علی اکبر صالحی رئیس سازمان انرژی اتمی ایران، محمدجواد ظریف وزیر امور خارجه ایران، در جریان مذاکرات هسته‌ای لوزان (اسفند ۱۳۹۳)

مونیز همچنین عضو هیئت ایالات متحده آمریکا در مذاکرات هسته‌ای میان ایران و آمریکا بود.